# 경상북도의 문화재자료 (제1호 ~ 제100호)
경상북도 문화재자료는 문화재자료 중에서 경상북도 내에 있는 문화재자료를 의미한다.

## 지정 목록

### 제1호 ~ 제100호
| 번호  | 사진 | 명칭                                                    | 소재지                                 | 관리자 (단체)        | 지정일                                                                       | 참조 |
| 1호   |      | 연일향교대성전 (延日鄕校大成殿)                         | 경북 포항시 남구 유동길 48번길 5       | 연일향교             | 1985년 8월 5일 지정                                                          |      |
| 2호   |      | 경주사마소 (慶州司馬所)                                 | 경북 경주시 교동 89-1                  | 경주시               | 1985년 8월 5일 지정                                                          |      |
| 3호   |      | 동경관 (東京館)                                         | 경북 경주시 동부동 105-5               | 경주시               | 1985년 8월 5일 지정                                                          |      |
| 4호   |      | 백률사대웅전 (栢栗寺大雄殿)                             | 경북 경주시 동천동 406-1               | 백률사               | 1985년 8월 5일 지정                                                          |      |
| 5호   |      | 경주벽도산석불입상 (慶州碧桃山石佛立像)                 | 경북 경주시 율동 산73                  | 국유                 | 1985년 8월 5일 지정                                                          |      |
| 6호   |      | 경주남산동석조감실 (慶州南山洞石造龕室)                 | 경북 경주시 남산동 산58                | 화랑교육원           | 1985년 8월 5일 지정                                                          |      |
| 7호   |      | 경주남사리북삼층석탑 (慶州南사里北三層石塔)             | 경북 경주시 현곡면 남사리 313-4        | 경주시               | 1985년 8월 5일 지정                                                          |      |
| 8호   |      | 경주황오동삼층석탑 (慶州皇吾洞三層石塔)                 | 경북 경주시 성동동 41-1                | 경주역               | 1985년 8월 5일 지정                                                          |      |
| 9호   |      | 분황사석정 (芬皇寺石井)                                 | 경북 경주시 구황동 314-5               | 분황사               | 1985년 8월 5일 지정                                                          |      |
| 10호  |      | 경주교동석등 (慶州校洞石燈)                             | 경북 경주시 교동 64-1                  | 최영식               | 1985년 8월 5일 지정                                                          |      |
| 11호  |      | 경주노서동석불입상 (慶州路西洞石佛立像)                 | 경북 경주시 노서동 156-8               | 경주시               | 1985년 8월 5일 지정                                                          |      |
| 12호  |      | 경주서부동석불좌상 (慶州西部洞石佛坐像)                 | 경북 경주시 인왕동 76 국립경주박물관   | 국립경주박물관       | 1985년 8월 5일 지정                                                          |      |
| 13호  |      | 남간사지석정 (南澗寺址石井)                             | 경북 경주시 탑동 902                   | 경주시               | 1985년 8월 5일 지정                                                          |      |
| 14호  |      | 웅수사지석불입상 (熊壽寺址石佛立像)                     | 경북 경주시 인왕동 76 국립경주박물관   | 국립경주박물관       | 1985년 8월 5일 지정                                                          |      |
| 15호  |      | 봉황대 (鳳凰臺)                                         | 경북 김천시 교동 820-1                 | 김천시               | 1985년 8월 5일 지정                                                          |      |
| 16호  |      | 임천서원 강당 (臨川書院講堂)                            | 경북 안동시 송현동 740                 | 김시인               | 1985년 8월 5일 지정, 2010년 3월 11일 해제, 경북 기념물 164호로 재지정        |      |
| 17호  |      | 귀래정 (歸來亭)                                         | 경북 안동시 정상동 777                 | 고성이씨문중         | 1985년 8월 5일 지정                                                          |      |
| 18호  |      | 안동안기동삼층석탑 (安東安寄洞三層石塔)                 | 경북 안동시 안기동 144-2               | 안동시               | 1985년 8월 5일 지정                                                          |      |
| 19호  |      | 안동석사자 (安東石獅子)                                 | 경북 안동시 송천동 388                 | 안동대학교           | 1985년 8월 5일 지정                                                          |      |
| 20호  |      | 인동향교대성전 (人東鄕校大成殿)                         | 경북 구미시 임수동 409-3               | 인동향교             | 1985년 8월 5일 지정, 2013년 4월 8일 해제, 경북 유형문화재 464호로 재지정     |      |
| 21호  |      | 동락서원강당 (東洛書院講堂)                             | 경북 구미시 임수동 373                 | 동락서원             | 1985년 8월 5일 지정                                                          |      |
| 22호  |      | 구미 척화비 (龜尾 斥和碑)                               | 경북 구미시 구포동 산52-1              | 구미시               | 1985년 8월 5일 지정                                                          |      |
| 23호  |      | 영주향교대성전 (榮州鄕校大成殿)                         | 경북 영주시 하망동 167                 | 영주향교             | 1985년 8월 5일 지정 2012년 10월 22일 해제, 경북 유형문화재 456호로 승격      |      |
| 24호  |      | 이대전유허비 (李大田遺墟碑)                             | 경북 영천시 대전동 618                 | 영천이씨충장공파종중 | 1985년 8월 5일 지정                                                          |      |
| 25호  |      | 현풍향교대성전 (玄風鄕校大成殿)                         | 경북 경북전역 달성군 현풍면 상리 326-1 | 현풍향교             | 1985년 8월 5일 지정, 1995년 5월 12일 해지, 대구 문화재자료 27호로 재지정     |      |
| 26호  |      | 용연사삼층석탑 (龍淵寺三層石塔)                         | 경북 경북전역 달성군 옥포면 반송리 882 | 용연사               | 1985년 8월 5일 지정, 1995년 5월 12일 해지, 대구 문화재자료 28호로 재지정     |      |
| 27호  |      | 법주사오층석탑 (法住寺五層石塔)                         | 경북 군위군 소보면 달산리 773          | 법주사               | 1985년 8월 5일 지정                                                          |      |
| 28호  |      | 고운사삼층석탑 (孤雲寺三層石塔)                         | 경북 의성군 단촌면 구계리 산221        | 대한불교조계종고운사 | 1985년 8월 5일 지정                                                          |      |
| 29호  |      | 의성쌍호동삼층석탑 (義城雙湖洞三層石塔)                 | 경북 의성군 안사면 쌍호리 산11         | 의성군               | 1985년 8월 5일 지정                                                          |      |
| 30호  |      | 의성치선동석탑 (義城致仙洞石塔)                         | 경북 의성군 의성읍 치선리 산42         | 의성군               | 1985년 8월 5일 지정                                                          |      |
| 31호  |      | 관물당 (觀物堂)                                         | 경북 안동시 서후면 교리 207            | 권오상               | 1985년 8월 5일 지정, 2013년 4월 8일 해제, 경북 민속문화재 160호로 재지정     |      |
| 32호  |      | 시북정 (市北亭)                                         | 경북 안동시 풍천면 구담리 469          | 김지환               | 1985년 8월 5일 지정                                                          |      |
| 33호  |      | 청성서원 (靑城書院)                                     | 경북 안동시 풍산읍 막곡리 159          | 권오상               | 1985년 8월 5일 지정, 2017년 5월 15일 해지, 경북 기념물 175호로 재지정        |      |
| 34호  |      | 석문정 (石門亭)                                         | 경북 안동시 풍산읍 막곡리 287          | 김시인               | 1985년 8월 5일 지정                                                          |      |
| 35호  |      | 선원강당 (仙源講堂)                                     | 경북 안동시 풍천면 가곡리 544          | 권종만               | 1985년 8월 5일 지정                                                          |      |
| 36호  |      | 삼귀정 (三龜亭)                                         | 경북 안동시 풍산읍 소산리 76           | .                    | 1985년 8월 5일 지정, 1985년 12월 30일 해지, 경북 유형문화재 213호로 재지정   |      |
| 37호  |      | 만우정 (晩愚亭)                                         | 경북 안동시 임하면 수곡리 산44         | 유성호               | 1985년 8월 5일 지정                                                          |      |
| 38호  |      | 송석재사 (松石齋舍)                                     | 경북 안동시 임하면 임하리 226-1        | 김시우               | 1985년 8월 5일 지정, 2012년 10월 22일 해지, 경북 민속문화재 145호로 재지정   |      |
| 39호  |      | 사빈서원 (泗濱書院)                                     | 경북 안동시 임하면 천전리 637          | 김창균               | 1985년 8월 5일 지정                                                          |      |
| 40호  |      | 용담사무량전 (龍潭寺無量殿)                             | 경북 안동시 길안면 금곡리 83           | 용담사               | 1985년 8월 5일 지정                                                          |      |
| 41호  |      | 약계정 (藥溪亭)                                         | 경북 안동시 길안면 용계리 632          | 권오춘               | 1985년 8월 5일 지정                                                          |      |
| 42호  |      | 송정 (松亭)                                             | 경북 안동시 길안면 구수리 174          | 김시우               | 1985년 8월 5일 지정                                                          |      |
| 43호  |      | 치헌 (恥軒)                                             | 경북 안동시 임하면 천전리 225-1        | 김석구               | 1985년 8월 5일 지정                                                          |      |
| 44호  |      | 지촌종택 (芝村宗宅)                                     | 경북 안동시 임동면 박곡리 산769        | 김시윤               | 1985년 8월 5일 지정, 2017년 5월 15일 해지, 경북 민속문화재 187호로 재지정    |      |
| 45호  |      | 국탄댁 (菊灘宅)                                         | 경북 안동시 임하면 임하리 832          | 김시원               | 1985년 8월 5일 지정, 2017년 5월 15일 해지, 경북 민속문화재 188호로 재지정    |      |
| 46호  |      | 지촌제청 (芝村祭廳)                                     | 경북 안동시 임동면 박곡리 산769        | 김구직               | 1985년 8월 5일 지정, 2017년 5월 15일 해제, 경북 유형문화재 제505호로 재지정  |      |
| 47호  |      | 이태형고택 (李泰衡古宅)                                 | 경북 안동시 송천동 1226                | 이태형               | 1985년 8월 5일 지정                                                          |      |
| 48호  |      | 운천재사 (雲川齋舍)                                     | 경북 안동시 임동면 지리 62,294-1       | 김승태               | 1985년 8월 5일 지정                                                          |      |
| 49호  |      | 지산서당 (芝山書堂)                                     | 경북 안동시 임동면 박곡리 산769        | 김구직               | 1985년 8월 5일 지정                                                          |      |
| 50호  |      | 삼가정 (三가亭)                                         | 경북 구미시 해평면 일선리 1-55         | 유석기               | 1985년 8월 5일 지정                                                          |      |
| 51호  |      | 수남위종택 (水南位宗宅)                                 | 경북 구미시 해평면 일선리 1-22         | 유해종               | 1985년 8월 5일 지정                                                          |      |
| 52호  |      | 정재종택 (定齋宗宅)                                     | 경북 안동시 임동면 수곡리 1037-3       | 유성욱               | 1985년 8월 5일 지정, 2012년 10월 22일 해제, 경북 기념물 제170호로 재지정     |      |
| 53호  |      | 임하댁 (臨河宅)                                         | 경북 구미시 해평면 일선리 1-25         | 류회붕               | 1985년 8월 5일 지정                                                          |      |
| 54호  |      | 대야정 (大야亭)                                         | 경북 구미시 해평면 일선리 44           | 유기영               | 1985년 8월 5일 지정                                                          |      |
| 55호  |      | 근암고택 (近庵古宅)                                     | 경북 구미시 해평면 일선리 46           | 유후영               | 1985년 8월 5일 지정                                                          |      |
| 56호  |      | 수애당 (水涯堂)                                         | 경북 안동시 임동면 수곡리 470-44       | 유필우               | 1985년 8월 5일 지정                                                          |      |
| 57호  |      | 호고와종택 (好古窩宗宅)                                 | 경북 구미시 해평면 일선리 1-24         | 유종우               | 1985년 8월 5일 지정                                                          |      |
| 58호  |      | 만령초당 (萬嶺草堂)                                     | 경북 구미시 해평면 일선리 43           | 유기태               | 1985년 8월 5일 지정                                                          |      |
| 59호  |      | 주곡택 (주곡택)                                         | 경북 안동시 임동면 고천리 422의2       | 유창희               | 1985년 8월 5일 지정                                                          |      |
| 60호  |      | 운천신도비 (雲川神道碑)                                 | 경북 안동시 임동면 지리 294-1          | 김승태               | 1985년 8월 5일 지정                                                          |      |
| 61호  |      | 숭정처사유허비 (崇楨處士遺墟碑)                         | 경북 안동시 길안면 구수리 174          | 김시우               | 1985년 8월 5일 지정                                                          |      |
| 62호  |      | 동암정 (東巖亭)                                         | 경북 구미시 해평면 일선리 1-56         | 유영기               | 1985년 8월 5일 지정                                                          |      |
| 63호  |      | 권태사신도비 (權太師神道碑)                             | 경북 안동시 서후면 성곡리 393          | 안동권씨문중         | 1985년 8월 5일 지정                                                          |      |
| 64호  |      | 농암신도비 (聾巖神道碑)                                 | 경북 안동시 예안면 신남리 383          | 이용구               | 1985년 8월 5일 지정                                                          |      |
| 65호  |      | 화산신도비 (花山神道碑)                                 | 경북 안동시 풍천면 가곡리 산41         | 권종만               | 1985년 8월 5일 지정                                                          |      |
| 66호  |      | 안동임하동중앙삼층석탑 (安東臨河洞中央三層石塔)         | 경북 안동시 임하면 임하리 625          | 안동시               | 1985년 8월 5일 지정                                                          |      |
| 67호  |      | 손홍량유허비 (孫洪亮遺墟碑)                             | 경북 안동시 일직면 송리리 267-1        | 손인철               | 1985년 8월 5일 지정                                                          |      |
| 68호  |      | 태자사지귀부및이수 (太子寺址龜趺및螭首)                 | 경북 안동시 도산면 태자리 1082         | 최양해               | 1985년 8월 5일 지정                                                          |      |
| 69호  |      | 봉림사지삼층석탑 (鳳林寺址三層石塔)                     | 경북 안동시 서후면 성곡리 816-2        | 장석기               | 1985년 8월 5일 지정, 2012년 10월 22일 해제, 경북 유형문화재 제454호로 재지정 |      |
| 70호  |      | 안동대사동모전석탑 (安東大寺洞模塼石塔)                 | 경북 안동시 길안면 대사리 145          | 권기백               | 1985년 8월 5일 지정                                                          |      |
| 71호  |      | 남양사지삼층석탑 (南陽寺址三層石塔)                     | 경북 안동시 녹전면 원천리 804          | 남양사지석탑보존회   | 1985년 8월 5일 지정                                                          |      |
| 72호  |      | 만세루 (萬歲樓)                                         | 경북 청송군 청송읍 덕리 429            | 청송심씨대종회       | 1985년 8월 5일 지정                                                          |      |
| 73호  |      | 수정사대웅전 (水晶寺大雄殿)                             | 경북 청송군 파천면 송강리 2            | 수정사               | 1985년 8월 5일 지정                                                          |      |
| 74호  |      | 청송이촌리오층석탑 (靑松理村里五層石塔)                 | 경북 청송군 진보면 이촌리 64-1         | 청송군               | 1985년 8월 5일 지정                                                          |      |
| 75호  |      | 영양향교 (英陽鄕校)                                     | 경북 영양군 일월면 도계리 128          | 영양향교             | 1985년 8월 5일 지정                                                          |      |
| 76호  |      | 여남강당 (汝南講堂)                                     | 경북 영양군 영양읍 동부리 551          | 남미현               | 1985년 8월 5일 지정                                                          |      |
| 77호  |      | 영양 야성정씨 참판공 종택 (英陽 野城鄭氏 參判公 宗宅)   | 경북 영양군 일월면 가마실길23-4        | 정재홍               | 1985년 8월 5일 지정, 2015년 12월 14일 명칭 변경                              |      |
| 78호  |      | 약천정 (藥泉亭)                                         | 경북 영양군 수비면 발리 618            | 금규환               | 1985년 8월 5일 지정                                                          |      |
| 79호  |      | 석천서당 (石川書堂)                                     | 경북 영양군 석보면 원리리 318          | 이병태               | 1985년 8월 5일 지정                                                          |      |
| 80호  |      | 남악정 (南岳亭)                                         | 경북 영양군 석보면 주남리 147          | 이병국               | 1985년 8월 5일 지정                                                          |      |
| 81호  |      | 약산당 (藥山堂)                                         | 경북 영양군 입암면 신구리 197          | 조후기               | 1985년 8월 5일 지정                                                          |      |
| 82호  |      | 오류정종택 (五柳亭宗宅)                                 | 경북 영양군 석보면 소계리 318          | 김선배               | 1985년 8월 5일 지정                                                          |      |
| 83호  |      | 영양삼지동모전석탑 (英陽三池洞模塼石塔)                 | 경북 영양군 영양읍 삼지리 산17         | 김동환               | 1985년 8월 5일 지정, 2013년 4월 8일 해제, 경북 유형문화재 제471호로 재지정   |      |
| 84호  |      | 영양신구동삼층석탑 (英陽新邱洞三層石塔)                 | 경북 영양군 입암면 신구리 240          | 조연석               | 1985년 8월 5일 지정                                                          |      |
| 85호  |      | 영양현동당간지주 (英陽縣洞幢竿支柱)                     | 경북 영양군 영양읍 현리 404            | 영양군               | 1985년 8월 5일 지정                                                          |      |
| 86호  |      | 송천세려고택 (松川世廬古宅)                             | 경북 영덕군 병곡면 송천리 388          | 권명기               | 1985년 8월 5일 지정, 2017년 5월 15일 해제, 경북 민속문화재 제189호로 재지정  |      |
| 87호  |      | 흥해향교대성전 (興海鄕校大成殿)                         | 경북 포항시 북구 흥해읍 옥성리 132     | 흥해향교             | 1985년 8월 5일 지정, 2012년 10월 22일 해제, 경북 유형문화재 제451호로 재지정 |      |
| 88호  |      | 오어사대웅전 (吾魚寺大雄殿)                             | 경북 포항시 남구 오천읍 항사리 34      | 오어사               | 1985년 8월 5일 지정, 2012년 10월 22일 해제, 경북 유형문화재 제452호로 재지정 |      |
| 89호  |      | 용계정 (용계정)                                         | 경북 포항시 기계면 오덕리 180          | 예범이씨문중         | 1985년 8월 5일 지정, 1989년 5월 29일 해제, 경북 유형문화재 제243호로 재지정  |      |
| 90호  |      | 익재영정 (益齋影幀)                                     | 경북 경주시 안강읍 양월리 777-1        | 이상천               | 1985년 8월 5일 지정                                                          |      |
| 91호  |      | 종덕재정당 (種德齋正堂)                                 | 경북 경주시 안강읍 노당리 1115-2       | 창녕조씨대종회       | 1985년 8월 5일 지정                                                          |      |
| 92호  |      | 경주안계리석조석가여래좌상 (慶州安溪里石造釋迦如來坐像) | 경북 경주시 강동면 안계리 산8-4        | 경주군               | 1985년 8월 5일 지정                                                          |      |
| 93호  |      | 경주오야리삼층석탑 (慶州吾也里三層石塔)                 | 경북 경주시 천북면 오야리 산31         | 경주시               | 1985년 8월 5일 지정                                                          |      |
| 94호  |      | 숭복사지삼층석탑 (崇福寺址三層石塔)                     | 경북 경주시 외동읍 말방리 산23-1       | 경주시               | 1985년 8월 5일 지정                                                          |      |
| 95호  |      | 감산사지삼층석탑 (甘山寺址三層石塔)                     | 경북 경주시 외동읍 괘릉리 5            | 경주시               | 1985년 8월 5일 지정                                                          |      |
| 96호  |      | 경주활성리석불입상 (慶州活城里石佛立像)                 | 경북 경주시 외동읍 활성리 385-2        | 연지암               | 1985년 8월 5일 지정                                                          |      |
| 97호  |      | 금곡사지원광법사부도탑 (金谷寺址圓光法師浮屠塔)         | 경북 경주시 안강읍 두류리 9-1          | 경주군               | 1985년 8월 5일 지정                                                          |      |
| 98호  |      | 경주 근계리 입불상 (慶州 根溪里 立佛像)                 | 경북 경주시 안강읍 근계리 산131        | 용운사               | 1985년 8월 5일 지정                                                          |      |
| 99호  |      | 지산고택 (芝山故宅)                                     | 경북 영천시 대창면 신광리 699          | 조영목               | 1985년 8월 5일 지정, 2010년 3월 11일 해제, 경북 민속문화재 139호로 재지정    |      |
| 100호 |      | 도잠서원 (道岑書院)                                     | 경북 영천시 대창면 용호리 140          | 조영목               | 1985년 8월 5일 지정                                                          |      |

## 참고 자료
- 경상북도 고시/공고